# Crans-près-Céligny
Crans es una comuna suiza del cantón de Vaud, situada en el distrito de Nyon a orillas del lago Lemán. Limita al norte con las comunas de Arnex-sur-Nyon y Eysins, al este con Nyon, Messery (FR-74) y Chens-sur-Léman (FR-74), y al sur y oeste con Céligny (GE).
La comuna hizo parte hasta el 31 de diciembre de 2007 del círculo de Coppet.